# Evgheni Dementev
Evgheni Dementev (n. 17 ianuarie 1983, Hantî-Mansiisk, RSFS Rusă, URSS) este un schior de fond ce a reprezentat Rusia, medaliat olimpic. A participat la o ediție a Jocurilor Olimpice (2006) în care a câștigat o medalie de aur și o medalie de argint.